# وزارة الاستخبارات (إسرائيل)
 وزارة الاستخبارات هي وزارة في حكومة إسرائيل. تشرف على سياسات متعلقة بعمل منظمات الاستخبارات، الموساد والشاباك، لدعم الأمن القومي لدولة إسرائيل بالتنسيق مع ووفقًا لتوجيهات رئيس الوزراء. الوزيرة الحالية هي جيلا جامليل منذ يناير 2023.
أثناء الحرب الإسرائيلية الفلسطينية في 2023، أصدرت الوزارة وثيقة باسم ورقة سياسة: خيارات لسياسة متعلقة بسكان غزة المدنيين. تطرح الوثيقة 3 خيارات أحدها نقل سكان غزة قسرًا إلى شبه جزيرة سيناء المصرية. سُربت هذه الوثيقة لوسائل الإعلام. أدى هذا التسريب إلى رد فعل دولي سلبي، ووصف بأنه دعم للتطهير العرقي. بعد أسابيع لاحقة، في 19 نوفمبر، نشرت الوزيرة جيلا جامليل مقالة رأي في چيوريسلم بوست دعت فيه إلى إعادة التوطين الطوعي لسكان غزة، وصرحت بأن أعضاء الكنيست من مختلف الأطياف السياسية دعموا هذا الاقتراح.